# René nápolyi király
I. René vagy I. Renátusz (Angers, Anjou Hercegség, Franciaország, 1409. január 19. – Aix-en-Provence, Franciaország, 1480. augusztus 10.), uralkodói mellékneve: Jó Renátusz, katalánul: Renat I de Provença el Bo, occitánul: Rainier lo Bòn, franciául: René Ier de Naples, dit le Bon Roi René, olaszul: Renato d'Angiò detto il Buono, németül: Renatus von Anjou der Gute, szicíliai (nápolyi) király. I. (Vadász) János aragón király unokája, VII. Károly francia király sógora és VI. Henrik angol király apósa, valamint I. (Stuart) Mária skót királynő szépapja (5. generációs felmenője) és I. Ferenc német-római császár 9. generációs felmenője. Az Anjouk örököseként címei között szerepelt a Magyarország királya titulus is.

## Címei
Uralkodói címei a következők voltak:
- Guise grófja: 1417. április 29. – 1425 suo iure (saját jogán)
- Bar hercege: 1430. június 23. – 1480. augusztus 10. (anyai nagyanyja, Bar Jolán aragóniai királyné öccsének, I. (Bíboros) Lajosnak az örököseként)
- Lotaringia hercege: 1431. január 25. – 1453. március 26. iure uxoris (a felesége, I. Izabella jogán és a feleségével társuralkodói rangban annak haláláig)
- Anjou hercege: 1434. november 12. – 1480. augusztus 10. (bátyja, III. Lajos örököseként)
- Provence grófja: 1434. november 12. – 1480. augusztus 10. (bátyja, III. Lajos örököseként)
- Forcalquier grófja: 1434. november 12. – 1480. augusztus 10. (bátyja, III. Lajos örököseként)
- Calabria hercege: 1434. november 12. – 1435. február 2. (a Nápolyi Királyság trónörököse a bátyja, III. Lajos örököseként)
- Nápoly királya: 1435. február 2. – 1442. június 2. (II. Johanna nápolyi királynő örököseként; tényleges király, 1435–1438 burgundi fogságban, így ez időben a felesége uralkodott helyette régens királynéként; trónfosztva)
  - Nápoly címzetes királya: 1442. június 2. – 1480. augusztus 10. (nem mondott le, a haláláig használta a királyi címét, és többször megpróbálkozott a trónja visszaszerzésével, sikertelenül)
- Aragónia (ellen)királya: 1466. július 30. – 1470. december 16. (II. János aragóniai király ellenében mint I. János aragóniai király anyai unokája)
- A Sion-rend nagymestere: 1418. – 1480. augusztus 10.

## Élete

I. Renátusz címere, amelyben az Anjouk örököseként a magyar királyi címer (balra fent) is szerepel

Apja II. Lajos, Anjou hercege, Provence grófja, címzetes nápolyi király. Anyja Aragóniai Jolán, I. (Vadász) János aragón királynak és Jolánnak, Bar hercegnőjének a lánya.
Egész életét az anyai örökségért vívott csaták jellemezték. A száli frank jog szerint I. (Vadász) János aragón király halála (1396) után a lányai nem örökölhették az aragón trónt, így anyja, Aragóniai Jolán hercegnő sem. A következő kísérletre az aragón trón elfoglalására 1410 és 1412 között került sor, mikor bátyja, Anjou Lajos herceg (1403–1434) az öt trónkövetelő egyikeként jelentkezett Aragónia trónjára, anyja és anyai nagyanyja, Bar Jolán egykori aragón királyné (1364–1431) erőteljes támogatásával, de végül erőlködésük ismét elbukott spanyol unokatestvére, Antequerai Ferdinánd kasztíliai infáns (1380–1416) ellenében, akit 1412-ben Aragónia királyává választottak. Renátusz 1417-ben, apja halálakor még csak nyolcéves volt, és anyja és anyai nagyanyja nevelték. Anyai nagyanyjának az öccse, Lajos bíboros, Bar hercege 1419-ben örökbe fogadta, és örökösévé tette a Bar hercegségben. Nagyanyja, Bar Jolán aragón királyné, aki II. János francia király unokája volt, elősegítette a francia udvarhoz való szorosabb kötődést egy házasságkötéssel, mely VI. Károly francia király francia király negyedszülött fia, Károly és az ő unokája, Renátusz nővére, Anjou Mária (1404–1463) között jött létre 1422. június 2-án, akkor már mint leendő uralkodópár szerepeltek, hiszen Károly a bátyái halála után 1417-ben trónörökössé lépett elő. 1413-tól a reménybeli francia király már a későbbi anyósa felügyelete alatt nevelkedett. Aragóniai Jolán jelentős befolyással bírt a veje, a pár hónappal a lányával való házasságkötése után, 1422. október 21-én az apja örökébe lépő VII. Károly francia király udvarában, és szerepet játszott Jeanne d’Arc felkarolásában és támogatásában.

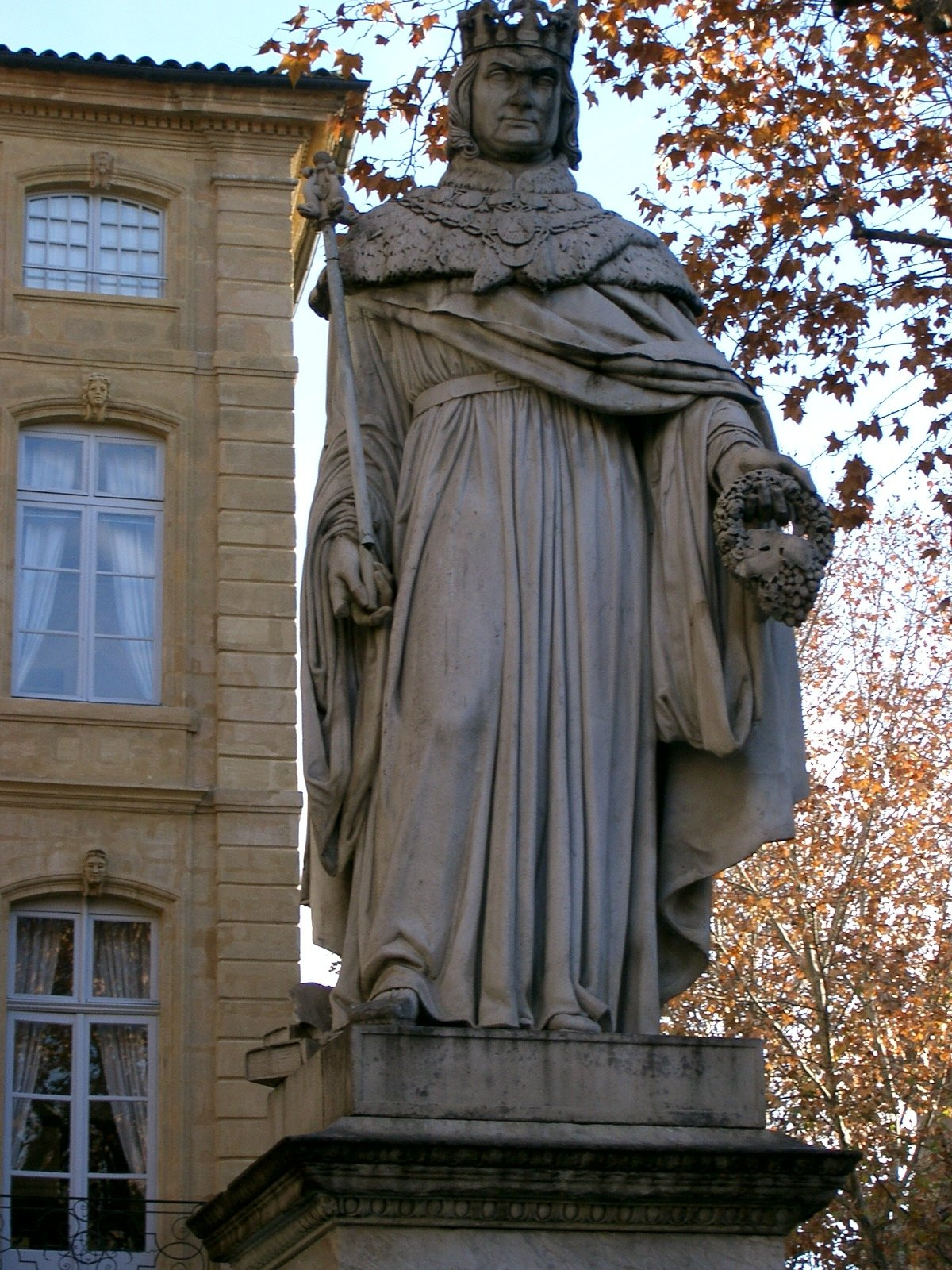
I. Renátusz király szobra Aix-en-Provence-ban

Renátuszra az újabb küzdelmek felesége révén vártak, mikor apósa, II. Károly, Lotaringia hercege 1431-ben meghalt, és az örökség a lányára, Izabella (1400–1453) hercegnőre szállt. Az örökség átvétele bonyodalmakba ütközött, és Renátusz  III. (Jó) Fülöp burgundi herceg fogságába került, aki az angolok francia trónigényét támogatta az ő sógoráéval szemben. A fogságban lévő herceget megerősítette a hercegség uralkodói székében Zsigmond német király mint főhűbérúr 1434-ben. Ugyanebben az évben halt meg bátyja gyermektelenül mint a nápolyi trón örököse, így az ugyancsak gyermektelen II. Johanna nápolyi királynő (1373–1435) őt teszi meg örökösévé és egyben Calabria hercegévé. A következő év elején meghalt II. Johanna, így a trón Renátuszra szállt. Névleg ő lesz Nápoly királya I. Renátusz néven, de a fogoly király nem tudja elfoglalni a trónját. Szerencséjére az ellenlábasa, I. Ferdinánd aragón király fia, V. Alfonz (1394–1458) aragón király milánói fogságba került, így nem tudta ekkor még elfoglalni a trónt. Renátusz a régensséget feleségére ruházta, aki 1435. október 18-án bevonult Nápolyba, és régens királynéként kormányozta a királyságot férje kiszabadulásáig. I. Renátusz 1438. május 19-én vonult be Nápolyba, és vette át az ország irányítását. Ő az egyetlen a negyedik Anjou-ház életében, aki ténylegesen uralkodott a Nápolyi Királyságban. Az uralma nem lett hosszú életű, hiszen V. Alfonz nem adta fel a küzdelmet, és 1442. június 2-án elfoglalta Nápolyt. Renátusz király Provence-ba menekült.

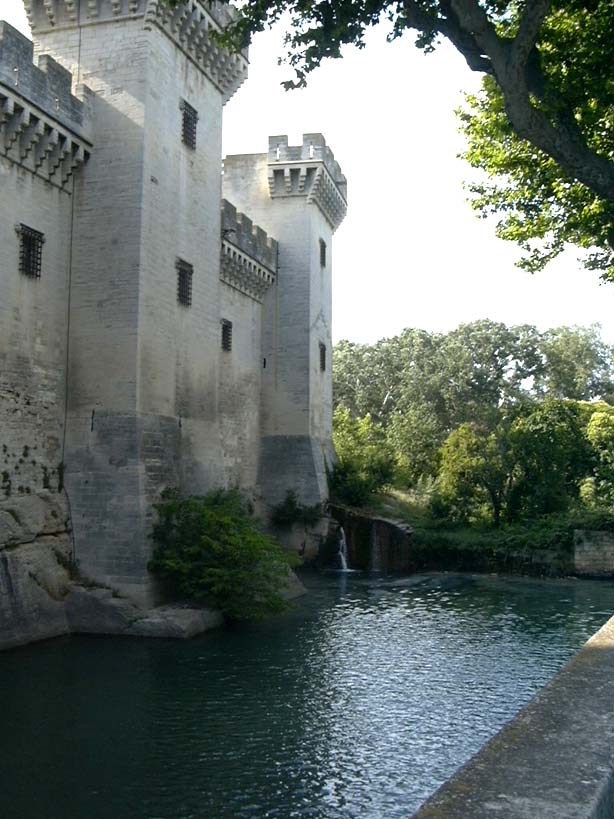
I. Renátusz király vára Tarasconban

A nápolyi királyi címről sohasem mondott le, és V. Alfonz halála után megpróbálta újra megszerezni a trónt, de nem járt sikerrel. 1466-ban az V. Alfonzot Aragóniában követő öccse, II. (Hitetlen) János ellen fellázadt katalánok ajánlották fel neki a trónt, de a gyűlölt királyné, Enríquez Johanna (1425–1468) halála (1468) után már alábbhagyott a felkelés ereje, és Renátusz fia, II. (Anjou) János (1424–1470) lotaringiai herceg halála (1470) után, akit Barcelonában valószínűleg megmérgeztek, Renátusz is felhagyott a küzdelmekkel. Nemcsak gyermekei többségét, hanem számos unokáját is látta meghalni, így az angol királynévá lett lányának, Margitnak (1430–1482), aki túlélte apját, az egyetlen gyermekét, Edward (1453–1471) walesi herceget 1471-ben vagy a fiának a fiát, I. (Anjou) Miklós (1448–1473) lotaringiai herceget 1473-ban.
Renátusz király kétszer nősült és 13 gyermeke született. A Sion-rend nagymestere is volt, mely a Szent Grál titkába avatta be tagjait. A Sion-rend nagymesterként Jolán lánya (1428–1483) követte. Az Anjou-ház birtokainak örököseként unokaöccse, Anjou Károly (1436–1481) követte az Anjou Hercegség kivételével, amely a halálával visszaszállt a francia koronára. A Lotaringiai hercegséget, mely felesége halála után fiukra, majd annak fiára szállt, végül a lányának, Jolán hercegnőnek a lemondása után annak fia, II. Renátusz (1451–1508) herceg örökölte meg. Lotaringiai Mária (1515–1560) skót királyné, Stuart Mária skót királynő anyja révén a skót (1542-től, Stuart Mária trónra léptétől) és az angol (1603-tól, Stuart Mária fiának, Stuart Jakabnak az uralkodásától) királyok, valamint Lotaringiai Ferenc (1708-1765) császár, III. Ferenc néven lotaringiai herceg, Mária Terézia (1717–1780) magyar királynő férje és a Habsburg–Lotaringiai-ház megalapítója is Renátusz leszármazottai között szerepelnek.

## Alakja az irodalomban és a zenében
Renátusz lányának, Jolánnak az alakja megihlette Henrik Hertz dán költőt és drámaírót is, aki verses drámát írt Kong Renés Datter (René király lánya) címmel 1845-ben, melyben a király lányát vaknak ábrázolja, de a drámában megjelenik maga a királyi apa is, és bár a valóságban a király lánya egészséges volt, valóban Vaudémont grófjához ment feleségül, ahogy a drámában is. Ez a mű a XIX. században rendkívül népszerű történet volt, és több nyelvre is lefordították. Csajkovszkij orosz zeneszerző ebből a történetből operát szerzett Jolánta címmel 1892-ben, viszont René király Provence királyaként szerepel, bár Provence-nak csak a grófja volt a valóságban. 1963-ban elkészült egy operafilm Vlagyimir Gorikker rendezésében az operával azonos címen Natalja Rudnaja címszereplésével Galina Olejnyicsenko énekhangjával. René király szerepében Fjodor Nyikityin jelent meg Ivan Petrov énekhangján. Magyarországon 1964-ben mutatták be René király lánya, azaz az eredeti történet címével azonos címmel.
Darius Milhaud La Cheminée du Roi René (René király kandallója) címmel írt kamaraművet, fúvósötöst (op. 205) 1939-ben.

## Gyermekei
- 1. feleségétől I. Izabella (1400–1453) lotaringiai hercegnőtől, 10 gyermek:
  - János (1425–1470), Calabria hercege, II. János néven Lotaringia hercege (1453–1470), aragón trónkövetelő, felesége Bourbon Mária (1428–1448), feleségétől 4 gyermek+5 házasságon kívüli, többek között:
    - (házasságából): Miklós (1448–1473), I. Miklós néven Lotaringia hercege (1470–1473), aragón trónkövetelő, nem nősült meg, 1 természetes leány:
      - Margit, férje Chabannes-i IV. János, Dammartin grófja (–1503 (előtt)), 1 leány

  - Renátusz (1426–fiatalon)
  - Lajos (1427–1444), Pont-au-Mousson őrgrófja
  - Miklós (1428–fiatalon), Jolán ikertestvére
  - Jolán (1428–1483), Miklós ikertestvére, I. Jolán néven Lotaringia hercegnője (1473. július 24. – 1473. augusztus 11.), a Sion-rend nagymestere (1480–1483), férje VI. Frigyes vaudemont-i gróf (1417/28–1470), 9 gyermek, többek között:
    - II. Renátusz (1451–1508), Lotaringia hercege (1473–1508), 1. felesége Harcourt-i Johanna (–1488), elváltak, gyermekeik nem születtek, 2. felesége Filippina (–1547), gelderni hercegnő, 12 gyermek, többek között:
      - (2. házasságából): I. (Jó) Antal (1489–1544), Lotaringia hercege (1508–1544), felesége Bourbon Renáta  (1494–1539) montpensier-i hercegnő, 6 gyermek, többe között:
        - I. Ferenc (1517–1545), Lotaringia hercege (1544–1545), felesége Oldenburgi Krisztina (1521–1590) dán, norvég, svéd királyi hercegnő, 3 gyermek, többek között:
          - III. (Nagy) Károly (1543–1608), Lotaringia hercege (1545–1608), felesége Valois Klaudia (1547–1575) francia királyi hercegnő, 9 gyermek+1 természetes fiú, többek között:
            - II. Ferenc (1572–1632), Lotaringia hercege (1625–1625), felesége Salmi Krisztina (1575–1627) grófnő, 6 gyermek, többek között:
              - II. Miklós (1609–1670), Lotaringia hercege (1634–1661), felesége Vaudémont-i Klaudia (1612–1648) lotaringiai hercegnő, 4 gyermek, többek között:
                - V. Károly (1643–1690), Lotaringia hercege (1661–1669), felesége Habsburg Eleonóra (1653–1697) osztrák főhercegnő, magyar, cseh királyi hercegnő, 6 gyermek, többek között:
                  - I. Lipót (1679–1729), Lotaringia hercege (1697–1729), felesége Orléans-i Erzsébet Sarolta (1697–1729) francia királyi hercegnő, 13 gyermek, többek között
                    - III. Ferenc (1708–1765), Lotaringia hercege (1729–1735), I. Ferenc néven német-római császár, iure uxoris magyar és cseh király, felesége Mária Terézia magyar királynő (1717–1780), 16 gyermek

      - (2. házasságából): I. Klaudiusz (1496–1550), Guise hercege, felesége Bourbon Antónia (1493–1583), Vendôme hercegnője, 12 gyermek+1 természetes fiú, többek között:
        - (házasságából): Lotaringiai Mária (1515–1560), 1. férje II. Lajos (1510–1537), Longueville hercege, 2 fiú, 2. férje V. Jakab (1512–1542) skót király, 3 gyermek, összesen öt gyermek, többek között:
          - (2. házasságából): I. Mária skót királynő (1542–1587)

  - Margit (1429–1482), férje VI. Henrik angol király (1421–1472), 1 fiú:
    - Edwárd (1453–1471) walesi herceg, felesége Neville Anna (1456–1485) későbbi angol királyné (1483–1485), gyermekei nem születtek

  - Károly (1431–1432)
  - Izabella (megh. fiatalon)
  - Lujza (1436–fiatalon)
  - Anna (megh. fiatalon)
- 2. feleségétől Monforti Johanna (1433–1498) lavali grófnőtől, gyermekei nem születtek

Házasságon kívül született gyermekei: 
- ismeretlen anyáktól, 3 gyermek:
  - Johanna Blanka (1438–1470/71), Mirabeau úrnője, férje Beauvau-i Bertalan (1400–1474), Précigné bárója, I. Renátusz legközelebbi tanácsadója, gyermekek nem születtek
  - János (–1536), Pont-au-Mousson őrgrófja, felesége Glandèves–Faucon-i Margit, 3 leány
  - Magdolna (–1515 után), Montferrand grófnője, férje Lajos János, Bellenaves ura, voltak utódai